# The Ghost Patrol
The Ghost Patrol é um filme mudo norte-americano de 1923, do gênero drama romântico, dirigido por Nat Ross para a Universal Pictures, com roteiro de Raymond L. Schrock baseado no conto homônimo de Sinclair Lewis. Estrelado por Bessie Love e Ralph Graves, é considerado um filme perdido.

## Elenco
- Ralph Graves - Terry Rafferty
- Bessie Love - Effie Kugler
- George Nichols - Donald Patrick Dorgan
- George B. Williams - Rudolph Kugler
- Max Davidson - Raspushkin
- Wade Boteler - Michael McManus
- Melbourne MacDowell - Comissário Manning